# Снежноягодник
Снежноя́годник, или сне́жник, или сне́жная я́года, или во́лчья ягода (лат. Symphoricárpos) — род листопадных кустарников, семейство Жимолостные (Caprifoliaceae).

## Биологическое описание
Листопадные кустарники высотой 0,2—3 м.
Почки с двумя парами наружных чешуй. Листья супротивные, простые, короткочерешковые, цельнокрайные, иногда на порослевых побегах выемчато-зубчатые, без прилистников.
Цветки правильные, в пазушных или конечных кистевидных соцветиях, расположены в пазухах верхних листьев.
Плод — шаровидная или эллипсоидальная сочная костянка, белая, красная или чёрная, с одной-тремя овальными более или менее сжатыми косточками.

## Распространение и экология
Распространён в Северной Америке, в странах бывшего СССР, а один вид произрастает в Китае.

## Ботаническая классификация
Род включает около 15 видов.
Наиболее известные из них:
- Symphoricarpos albus — Снежноягодник белый
- Symphoricarpos mexicanus — Снежноягодник мексиканский
- Symphoricarpos microphyllus — Снежноягодник мелколистный
- Symphoricarpos mollis — Снежноягодник мягкий
- Symphoricarpos occidentalis — Снежноягодник западный
- Symphoricarpos orbiculatustypus[1] — Снежноягодник округлый или «Кораллоягодник»
- Symphoricarpos oreophilus — Снежноягодник горолюбивый
- Symphoricarpos rotundifolius — Снежноягодник круглолистный
- Symphoricarpos sinensis — Снежноягодник китайский

## Значение и использование
Хорошие медоносы.
В декоративном садоводстве используется, как правило, снежноягодник белый, или кистистый (Symphoricarpos albus). К почве и влаге нетребователен, теневынослив и газоустойчив. Цветёт растение в течение всего лета. Особенно декоративен кустарник осенью благодаря белым плодам диаметром около 1 см. Плоды снежноягодников несъедобны (плоды вызывают рвоту, головокружение, слабость).
Часто встречается в декоративных садовых элементах оформления зелёных зон Москвы и других городов России.
Опасность:
При съедании даже одной ягоды может случиться тяжелое отравление. Смертельная доза около 100 граммов.